# Buglossoides glandulosa
Buglossoides glandulosa là loài thực vật có hoa trong họ Mồ hôi. Loài này được (Velen.) R.Fern. mô tả khoa học đầu tiên năm 1971.